# 憂鬱な空が好きなんだ
「憂鬱な空が好きなんだ」（ゆううつなそらがすきなんだ）は、日本のガールズバンド ザ・コインロッカーズの楽曲。秋元康が作詞、早川博隆と村山シベリウス達彦が作曲した。2019年6月19日に1枚目のシングルとしてワーナーミュージック・ジャパンより発売された。

## 背景とリリース
DVD付属の初回限定盤A・B、CDのみの通常盤の3形態で発売。

## メディアでの使用
憂鬱な空が好きなんだ
古田新太が主演した日本テレビ系新土曜ドラマ「俺のスカート、どこ行った?」の主題歌。

## シングル収録トラック

### 初回限定盤A
| #  | タイトル                                                  | 作詞   | 作曲                         | 編曲       |
| -- | --------------------------------------------------------- | ------ | ---------------------------- | ---------- |
| 1. | 「憂鬱な空が好きなんだ」                                  | 秋元康 | 早川博隆、村山シベリウス達彦 | 若菜拓馬   |
| 2. | 「歌いたくて歌いたくて」                                  | 秋元康 | 川浦正大                     | 近藤潤一郎 |
| 3. | 「月はどこに行った?」                                     | 秋元康 | 御子柴リョーマ               | 大橋淳平   |
| 4. | 「憂鬱な空が好きなんだ Vocal Less トラック」              |        | 早川博隆、村山シベリウス達彦 | 若菜拓馬   |
| 5. | 「憂鬱な空が好きなんだ Electric Guitar(1) Less トラック」 | 秋元康 | 早川博隆、村山シベリウス達彦 | 若菜拓馬   |
| 6. | 「憂鬱な空が好きなんだ Keyboard(1) Less トラック」        | 秋元康 | 早川博隆、村山シベリウス達彦 | 若菜拓馬   |

| #  | タイトル                                           | 作詞 | 作曲・編曲 | 監督     |
| -- | -------------------------------------------------- | ---- | ---------- | -------- |
| 1. | 「憂鬱な空が好きなんだ Music Video」               |      |            | 平野文子 |
| 2. | 「月はどこに行った? Music Video」                  |      |            | 井上強   |
| 3. | 「Making-of 「憂鬱な空が好きなんだ」 Music Video」 |      |            |          |
| 4. | 「Making-of 「月はどこに行った?」 Music Video」    |      |            |          |

### 初回限定盤B
| 全作詞: 秋元康。 |                                                           |        |                              |              |
| #                | タイトル                                                  | 作詞   | 作曲                         | 編曲         |
| 1.               | 「憂鬱な空が好きなんだ」                                  | 秋元康 | 早川博隆、村山シベリウス達彦 | 若菜拓馬     |
| 2.               | 「歌いたくて歌いたくて」                                  | 秋元康 | 川浦正大                     | 近藤潤一郎   |
| 3.               | 「桜なんか嫌いだ」                                        | 秋元康 | 久下真音、金子麻友美         | 成清lamp正剛 |
| 4.               | 「憂鬱な空が好きなんだ Bass Less トラック」               | 秋元康 | 早川博隆、村山シベリウス達彦 | 若菜拓馬     |
| 5.               | 「憂鬱な空が好きなんだ Electric Guitar(2) Less トラック」 | 秋元康 | 早川博隆、村山シベリウス達彦 | 若菜拓馬     |
| 6.               | 「憂鬱な空が好きなんだ Keyboard(2) Less トラック」        | 秋元康 | 早川博隆、村山シベリウス達彦 | 若菜拓馬     |

| #  | タイトル                                           | 作詞 | 作曲・編曲 | 監督     |
| -- | -------------------------------------------------- | ---- | ---------- | -------- |
| 1. | 「憂鬱な空が好きなんだ Music Video」               |      |            | 平野文子 |
| 2. | 「桜なんか嫌いだ Music Video」                     |      |            |          |
| 3. | 「Making-of 「憂鬱な空が好きなんだ」 Music Video」 |      |            |          |
| 4. | 「Making-of 「桜なんか嫌いだ」 Music Video」       |      |            |          |

### 通常盤
| 全作詞: 秋元康。 |                                                            |        |                              |            |
| #                | タイトル                                                   | 作詞   | 作曲                         | 編曲       |
| 1.               | 「憂鬱な空が好きなんだ」                                   | 秋元康 | 早川博隆、村山シベリウス達彦 | 若菜拓馬   |
| 2.               | 「歌いたくて歌いたくて」                                   | 秋元康 | 川浦正大                     | 近藤潤一郎 |
| 3.               | 「最後の蝉」                                               | 秋元康 | 塩野海                       | 若菜拓馬   |
| 4.               | 「憂鬱な空が好きなんだ Drum Less トラック」                | 秋元康 | 早川博隆、村山シベリウス達彦 | 若菜拓馬   |
| 5.               | 「憂鬱な空が好きなんだ Acoustic Guitar Less トラック」     | 秋元康 | 早川博隆、村山シベリウス達彦 | 若菜拓馬   |
| 6.               | 「憂鬱な空が好きなんだ アカペラ トラック」                 | 秋元康 | 早川博隆、村山シベリウス達彦 | 若菜拓馬   |
| 7.               | 「憂鬱な空が好きなんだ Electric Guitarソロ Less トラック」 | 秋元康 | 早川博隆、村山シベリウス達彦 | 若菜拓馬   |

## 選抜メンバー

### 憂鬱な空が好きなんだ
松本璃奈(Vo)、森ふた葉(Dr)、鏡味のぞみ(Ba)、手塚愛乃(Eg,Cho)、HANNA(Eg)、絹本夏海(Eg)、Emily(Ag)、有働優菜(Key)、田村愛美鈴(Key)

### 歌いたくて歌いたくて
宇都宮未来(Vo)、山本朱莉(Vo)、野原衣純(Eg)、下島輝星(Eg)、橋本朋夏(Ag)、Яuu(Ba)、成澤愛実(Dr)

### 月はどこに行った?
船井美玖(Vo)、中村雪音(Cho)、吉田桃(Eg)、戸谷奈桜実(Ag,Cho)、YURI(Ba)、中島すみれ(Ba)、山本愛華(Dr)、ゴリヤノバ・ズラータ(Key)

### 桜なんか嫌いだ
植木美心(Vo)、福田瑠佳(Eg)、カヨン(Eg)、髙橋美紗稀(Ag)、早坂つむぎ(Ba)、後藤理花(Key)、泉真凜(Key)

### 最後の蝉
竹内月音(Vo)、菅野伊吹(Vo)、長妻美玖(Eg)、髙橋菜月(Ag)、寺田もも(Ba)、山岸詩(Ba)、染谷悠美(Dr)、立花明音(Dr)